# مردم متحد هرگز شکست نخواهند خورد
«مردم متحد هرگز شکست نخواهند خورد» (اسپانیایی: ¡El pueblo unido jamás será vencido!‎؛ ‏اسپانیایی آمریکای لاتین: [el ˈpweβlo wˈniðo xaˈma(s)seˈɾa βenˈsiðo]) یک آهنگ اعتراضی شیلیایی است که موسیقی آن توسط سرخیو اورتگا ساخته و متن آن با همکاری با گروه کیلاپایون نوشته شد. این ترانه به‌همراه ترانهٔ «ما پیروز خواهیم شد»، (که آن را هم اورتگا ساخت) یکی از موفق‌ترین آثار جنبش ترانه‌سرایی نوین شیلی محسوب می‌شوند. آهنگ ترانه ریتمی مارش مانند دارد که بخش همخوانی آن را که نوعی فریاد یا شعار همراهی‌شده با سازهای کوبه‌ای است، برجسته‌تر می‌کند. اشعار متن ترانه به بسیاری از زبان‌ها اقتباس یا ترجمه شده‌اند.
اورتگا این آهنگ را در دو روز ساخت و سرود نخستین بار توسط گروه کیلاپایون و با همراهی ویکتور خارا، ترانه‌سرا و آهنگساز شیلیایی، در یک کنسرت پرجمعیت اجرا شد.
در ۱۱ سپتامبر همان سال، دولت چپ‌گرای سالوادور آلنده با کودتای نظامیِ ژنرال آگوستو پینوشه سرنگون شد. خواندن این سرود در دورهٔ دیکتاتوری پینوشه در شیلی ممنوع بود، اما در سراسر جهان اجراهای مختلفی از آن پخش می‌شد؛ ازجمله در ایران، کنفدراسیون دانشجویی ایران با الهام از آهنگ این سرود و خواندن شعری از «علی ندیمی»بر روی آن، سرود برپا خیز را ساختند.

## ساخت آهنگ و ضبط ترانه
عنوانِ این ترانه از سخنرانی رهبر سیاسی کلمبیا خورخه اِلی‌یِسر گائیتان در دهه ۱۹۴۰ گرفته شده است. این عبارت بعداً توسط معترضان «اتحاد خلق» در دوران حکومت سوسیالیستی سالوادور آلنده رئیس‌جمهور شیلی در اوایل دهه ۱۹۷۰ به‌کار گرفته شد. به گفته سرخیو اورتگا، او این آهنگ را در ژوئن ۱۹۷۳ در سانتیاگو و هنگامی که داشت به خانه می‌رفت، پس از شنیدن فریاد مرد جوانی در خیابان ساخت. این ترانه نخستین بار در شیلی در سال ۱۹۷۳ در جریان یک کنسرت بزرگ گروه کیلاپایون در آلامدا ضبط شد؛ درست سه ماه پیش از کودتای ۱۹۷۳ شیلی آگوستو پینوشه که آلنده را سرنگون کرد و دوره دیکتاتوری نظامی خود را آغاز نمود. اندکی پیش از این کنسرت، سالوادور آلنده، سرخیو اورتگا را به عنوان سفیر فرهنگیِ دولتِ وحدتِ مردمی منصوب کرده بود، سِـمَـتی که او برای مدت کوتاهی به‌طور مشترک با ویکتور خارا — که چند روز پس از کودتا ترور شد — به عهده داشت.
از آن زمان به بعد و در طی سال‌های آتی، این آهنگ در آلبوم‌های متعددی توسط گروه‌ها و خواننده‌ها و ترانه‌سراهای مختلف بازخوانی شد، اما بیشتر اجراها توسط کیلاپایون و اینتی-ایلیمانی صورت گرفت که مجبور بودند در طول دورهٔ دیکتاتوری پینوشه، در تبعید زندگی کنند (به ترتیب در فرانسه و ایتالیا) و در همان‌جا حرفه موسیقی خود را بیش از پانزده سال بعد، تا زمانِ بازگشت به شیلی، پس از پایان دیکتاتوری پینوشه، ادامه دادند.
نخستین انتشار رسمی این ترانه در ژوئن ۱۹۷۳ بود، در آلبومی از اجرای زنده از هنرمندان مختلف تحت عنوان «نخستین جشنواره بین‌المللی آهنگ‌های مردمی» که توسط شرکت دیکاپ منتشر شد. در این آلبوم، چهره‌های مشهوری چون اینتی-ایلیمانی، سزار ایسیا، ایسابل پارا، تیتو فرناندس و آلفردو زیتاروسا حضور داشتند، اما کنسرت را گروه کیلاپایون با دو ترانهٔ «مردم متحد هرگز شکست نخواهند خورد» و «کماجدان‌های کوچک سفالی» به پایان بردند که در آلبوم مذکور منتشر شد.

## سایر نسخه‌ها و اجراهای ترانه
این ترانه به دلیل مضمون انقلابی و قابلیت تفسیر و ترجمه به زبان‌های مختلف، نسخه‌های متعددی دارد که مربوط به دوره‌ها و سبک‌های مختلف موسیقی است.
در سال ۱۹۷۵، فردریک ژفسکی، پیانیست آمریکایی، مجموعه‌ای از ۳۶ واریاسیون پیانویی را با الهام از این ترانه و با نامِ «مردم متحد هرگز شکست نخواهند خورد!» ساخت. آلبوم او بارها بازنشر شده است.
در ایران، این ملودی برای یک آهنگ انقلابی با اشعار فارسی به نام «برپا خیز» با آنکور «برپا خیز، از جا کن، بنای کاخ دشمن» توسط انقلابیون چپ در جریان انقلاب علیه سلطنت در سال ۱۹۷۹ استفاده شد. این ترانه مجدداً در جریان انقلاب سبز ایران به عنوان یک ترانه‌ای اعتراضی در تجمعات مردم بر سر زبان‌ها افتاد.
در فیلیپین، گروه پراگرسیو «پاتاتاگ» ترجمه‌ای آزاد از متن ترانهٔ اصلی را برای ترانهٔ خود به نامِ «آواز پیروزی» با آنکور «رسته‌های مردم را تقویت کن، ستمگران را به هلاکت برسان» اجرا کرد. این نسخه در جریان در تظاهرات خیابانی توسط مردم خوانده می‌شد. «اتحاد جدید میهنی» (ائتلافی از سازمان‌های چپ‌گرای فیلیپین) نیز ترجمه‌ای آزاد از نام این ترانه را به عنوان شعار خود «مردم، مردم، حالا وقت مبارزه است!» به‌کار برد.
در سال ۱۹۷۷، هانس وادر خواننده فولکلور آلمانی، ترانهٔ «خلقِ متحد» را در آلبوم زنده هانس وادر آوازهای کارگری می‌خواند منتشر کرد که در یک فستیوال موسیقی فولک معاصر توسط روزنامه حزب کمونیست آلمان «اونتزره تسایت» ضبط شده بود. در سال ۱۹۷۸، خواننده و آهنگساز ایتالیایی، جانفرانکو موله، آلبوم «ساعاتی از اعتراض» را با یک نسخه اسپرانتویی از این ترانه که توسط رناتو کورستی ترجمه شده بود، منتشر کرد.
در سال ۱۹۷۹، این ترانه در جریان «شورش‌های شب سفید» پس از محکومیت دن وایت، عضو سابق هیئت نظارت شهرداری سان فرانسیسکو در قتل جرج ماسکونی و هاروی میلک، مورد استفاده قرار گرفت. در سال ۱۹۸۲، چارلی هیدن، نوازندهٔ آمریکایی کنترباس، نسخه‌ای از این ترانه را با کارلا بلی و ارکستر موسیقی لیبراسیون در آلبوم «چکامهٔ کشته‌شدگان» ضبط کرد که در نظرسنجی منتقدان داون‌بیت در سال ۱۹۸۴ به عنوان بهترین آلبوم جاز سال انتخاب شد. در سال ۱۹۸۳، در طی «راهپیمایی مقاومت» در آرژانتین، این آهنگ با شعر «حالا! همین حالا! باید که ناپدیدشدگان را برگردانند و مجرمان مجازات شوند» بازخوانی شد. این آهنگ هنوز در دهه ۲۰۰۰ در آرژانتین با ناپدید شدن خورخه خولیو لوپز خوانده می‌شد.
در سال ۱۹۹۸ گروه موسیقی الکترونیک سه‌نفرهٔ بریتانیایی داریو جی از این عبارت در آهنگ «انقلاب» خود استفاده کردند. در سال ۲۰۰۲ گاریک سوکاچوف خواننده روسی از این عبارت در ترانهٔ خود «آزادی برای آنجلا دیویس» استفاده کرد. در سال ۲۰۰۲ گروه اسپانیایی اسکا-پ آهنگ «ازدحام» را در آلبوم خود فریاد بلند شامل اشعاری با الهام از این ترانهٔ شیلیایی منتشر کردند. در سال ۲۰۰۳ گروه آنتی-فلگ از ترجمه انگلیسی این ترانه برای بخش همخوانی در ترانهٔ «یک ملت، یک مبارزه» از آلبوم «دولت ترور» استفاده کرد.
در سال ۱۹۹۹، هنرمند چپ‌گرای ترکیه، مِهمَت جلال در آلبوم خود «پیش از طوفان» برداشت شخصی خود را از این ترانه به زبان ترکی منتشر کرد. آلبوم او طیف گسترده‌ای از جنبش‌های کمونیستی از جمله کمونیسم آمریکای لاتین را پوشش می‌دهد، مانند ترانهٔ «سرباز کوچک بولیوی» که دربارهٔ سربازی است که به او دستور داده‌اند انقلابی آرژانتینی چه گوارا را به قتل برساند.
در سال ۲۰۰۴ گروه رپ اوکراینی گرین‌جالی با الهام از این ترانه، آهنگ «با هم، ما بی‌شماریم» در اولین روزهای انقلاب نارنجی ساختند که نمایندهٔ این کشور در مسابقه آواز یوروویژن ۲۰۰۵ هم بود. در سال ۲۰۰۷، در جریان انتخابات عمومی یونان، این آهنگ در طول مبارزات اصلی حزب چپ سیریزا (ائتلاف چپ رادیکال) مورد استفاده قرار گرفت و در پیام تلویزیونی حزب پخش شد. در سال ۲۰۰۸، تیوری کورپوریشین «خلق متحد» را در آلبوم انتقام رادیویی منتشر کرد که بر اساس این ترانه بود. در جریان انقلاب یاس تونس که به برکناری زین‌العابدین بن‌علی، رئیس‌جمهور تونس انجامید، نامزدها با همان ریتم اصلی ترانه، عبارت «الشعب یرید اسقاط النظام» را سر دادند که با نام «مردم می‌خواهند» هم شناخته می‌شود. همین شعار نخستین بار در ۲۵ ژانویه ۲۰۱۱ در میدان تحریر مصر سر داده شد که به اعتراضات گسترده‌ای تبدیل شد که منجر به برکناری رئیس‌جمهور حسنی مبارک شد. در نهایت شعار اعتراضی به شعار غیررسمی معترضان در سراسر بهار عربی تبدیل شد.
آلبوم «دایره در میدان» (۲۰۱۲) فلوباتس از اشعار این ترانه در ترانه‌های خود استفاده می‌کند. تک‌آهنگِ «کنترل» (۲۰۱۳) از بیگ شان با حضور کندریک لمار و جی الکترونیکا از نمونهٔ ضبط‌شده سرخیو اورتگا و کیلاپایون استفاده کرده است. در سال ۲۰۱۴، در جریان جنبش دانشجویی آفتابگردان در تایوان، این آهنگ توسط هوانگ سی نونگ و جیانگ تائو به چینی و دقیقاً با همین عنوان ترجمه شد. ترانهٔ «خلقِ متحد» (۲۰۱۵) از گروه اتریشی روسکایا که در سبک اسکا پانک فعالیت دارد، از خط آهنگ اصلی در همخوانی‌های خود استفاده می‌کند.
در طول اعتراضات ۲۰۲۰–۲۰۱۹ آمریکای لاتین که از زادگاه اصلی این ترانه آغاز شد، این شعار به شعار مقاومت برای معترضان در شیلی، هندوراس، آرژانتین، بولیوی، گواتمالا، کلمبیا، مکزیک، اکوادور، پاراگوئه، نیکاراگوئه، پرو، هائیتی تبدیل شد. السالوادور، برزیل («مردم متحد هرگز شکست نخواهند خورد») و ونزوئلا خواستار پایان دادن به فساد دولت‌ها و کادیوئیسم هستند. در همان سال، در سال ۲۰۱۹، لوکی خواننده رپ بریتانیایی-عراقی از این عبارت در آهنگ خود «مک‌دونالد ترامپ» استفاده کرد. در سال ۲۰۲۲، خواننده رپ لینکوآ فرانکا از این عبارت در آهنگ خود «وُرک» استفاده کرد. در سال ۲۰۲۲، گروه موسیقی ترکی-کردی «گنیش مردیوان» («پلکان عریض») که نام خود را از ترانه «ای آنوتونیس» میکیس تئودوراکیس گرفته بود، ترجمه‌ای اقتباسی به ترکی انجام داد و آن را در کنسرت‌های خود با یک پیش‌درآمد اسپانیایی اجرا کرد.